# ランスロット

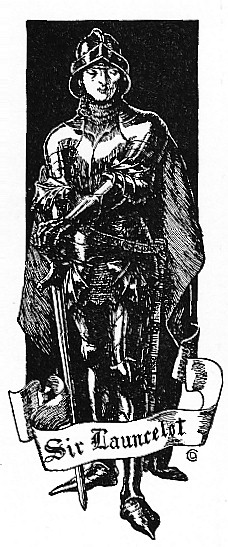
鎧を着用しマントを身にまとい、剣にもたれかかるランスロット

ランスロット（Sir Lancelot、ラーンスロット、ランスロ、ランスローとも）は、アーサー王物語等に登場する伝説の人物で、円卓の騎士の成員。主君アーサー王の王妃グィネヴィアとの不義の恋と、それにより円卓の騎士の分裂の一因となった人物である。現存する文献の中ではクレチアン・ド・トロワの『ランスロまたは荷車の騎士』で、初めて彼の詳しい冒険が語られるが、クレチアンのそれ以前の作品である『エレックとエニード』や『クリジェス』にもすでに登場している。ウルリヒ・フォン・ツァツィクホーフェンによる翻案本『ランツェレト』では彼とグィネヴィアとの関係が言及されないため、より初期の物に近い形で伝説が残されていると考えられている。
ガラハッドは息子であるが、同時にランスロットの本名もガラハッドである。

## 概要
フランスの一地方を治めていたバン王（通称：ベンウィックのバン王 (Ban de Bénoïc)）の息子で、両親は共に早くに他界している。ランスロットは湖の乙女という妖精に育てられたため、「湖の騎士（Lancelot du Lac）」とも呼ばれる。
その後、成人になった彼は武者修行のためブリタンニア（ブリテン島）に渡り、そこでアーサーと運命的に出会った。そして彼に惚れ、のちに円卓の騎士として名を馳せることになる。馬上槍試合では、槍、剣術、乗馬のどれも彼の右に出るものはいなかった。騎士としての行動や振る舞いもまた素晴らしいものだった。
アロンダイトは、ランスロットの愛用する剣である。ただ、アーサー王伝説には登場せず、14世紀初頭の中英語詩『ハンプトンのビーヴェス卿（ビーヴィス卿）』の異本（ケンブリッジ大学キーズ学寮蔵 175 写本など）が初出である。アロンダイトはこの詩の中でビーヴェス卿の息子ガイ卿の剣として登場するが、同時に「元々はランスロットの剣であった」という故事が語られている。
アロンダイトは刃毀れしにくい剣と言われている。ランスロットは、同じ円卓の騎士のガウェインの3人の弟（ガレス、ガヘリス、アグラヴェイン）をこの剣で斬殺してしまっている。さらに、アーサー王の妃グィネヴィアに通じていた（愛人）と言う説もあり、主君アーサー王に密告されるのを恐れてガウェインの弟たちを殺したとも言われている。
またランスロットはフランスのトランプではクラブのジャックのモデルにもなっている（トランプ#フランスタイプ参照）。

## 経歴

### 生い立ち

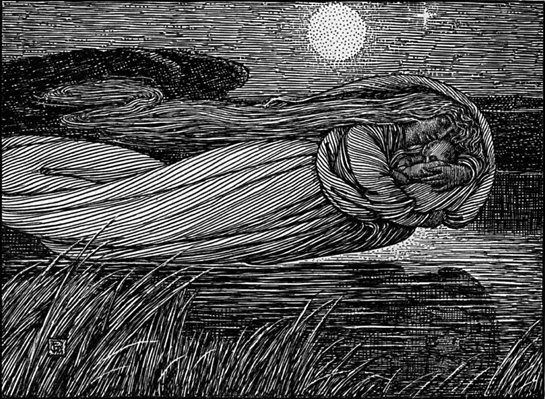
湖の精にさらわれるランスロット

ランスロットの父ベンウィックのバン王は、即位したばかりのアーサー王の後ろ盾となってイングランド統一戦に兵を送ったフランスの地方国家ベンウィックの王であった。そのためにフランスを長期間留守にしてしまい、そこをクラウダス（w:en:Claudas）に攻められて、兄弟のボールス王ともどもに領地を失った。その時二人は憤死したとも、戦死したとも伝えられる。
落城の折、バン王の王妃エレインは赤子のランスロットを抱いて逃亡するが、湖の畔で休んでいるうちに、湖の精ニミュエによってランスロットはさらわれてしまう。
このニミュエに育てられたため、ランスロットは「湖のランスロ（Lancelot Du Lac）」とも呼ばれる。

### グィネヴィアとの恋
ランスロットは長じて立派な騎士となり、アーサー王の宮殿を訪れて円卓の騎士に列せられることになった。ランスロットは武勇でも騎士道を守る心でも、円卓の騎士の中で並ぶ者がなかった。トマス・マロリーのキャクストン版では、トリストラムと並ぶ最高の騎士とされる。 しかし、アーサー王の王妃グィネヴィアと恋に落ち、騎士道と不義の恋との板挟みに苦しむことになる。

### 荷車の騎士
ある時、ブラデメイガス王の子マリアガンスはグィネヴィア王妃に横恋慕し、彼女と護衛のケイ卿をさらう。それを知ったランスロットは救出に向かうが、マリアガンスの部下の待ち伏せを受けて馬を射殺されてしまう。乗馬を失ったランスロットは重い鎧に難儀するが、森で荷車を見つけた。当時は罪人か不浄な者しか荷車に乗ることはなかったが、王妃を救うために動き回るための乗り物は必要であり、ランスロットはこれに乗ることにする。荷車に乗って国中を走り回るランスロットの姿は噂となり、幽囚の王妃やケイ卿の知るところとなる。王妃らはランスロットが騎士道に背く行いをしたために、罰として荷車に乗っているのだと誤解する。いくつもの冒険を超えてランスロットはマリアガンスを破り、王妃らを救出するが、グィネヴィアは荷車の一件でランスロットをなじる。半狂乱となったランスロットは三日三晩森を彷徨うが、気を取り直して王宮に帰り、王妃に事情を説明して誤解を解く。

### 円卓の騎士の身代わり
ランスロットは円卓の騎士の身代わりを務め、その窮地を救ったことが一度ならずある。
ケイ卿が遍歴騎士としての旅に出ている時、多くの騎士に挑戦されて負傷する。そこを通りかかったランスロットは、ケイの武具を身に着ける。ケイだと思って挑戦するサグラマー、ガウェイン、ヘクター・ド・マリス、ユーウェインはいずれも相手をケイだと侮って敗れる。
サラセンの騎士パラミデュース卿はイゾルデに求婚したことがあったため、イゾルデの密かな恋人トリストラムと敵対関係にあった。ある時、パラミデュースは悪辣の騎士ブリューズ・サン・ピティと九人の騎士に襲われ負傷する。そこを通りかかったトリストラムに助けられるが、トリストラムは相手がパラミデュースだと知ると、数日後にキャメロンの近くの川にあるマーリンの碑で決闘するよう要求した。ランスロットは傷も癒えず弱り果てたパラミデュースを見かね、パラミデュースの白装束を借り受け、対戦相手の名前も聞かずに、代わりに決闘に出かけた。後日、ランスロットがアーサー王に反旗を翻したとき、パラミデュースはランスロット側に着いてフランスに領地を与えられた。アーサー王の死後も、すでに改宗していたパラミデュースはランスロットに付き従って出家した。

### 二人のエレインとの出会い
優れた武勇や騎士道精神をもつランスロットを慕う女性は多かった。
アストラット（シャロット）のエレイン姫はランスロットに愛を拒絶され、衰弱して命を落とす。彼女の亡骸は小船に乗せられ、アストラット王の悲しみとランスロットへの非難を綴った文書と共に流されてキャメロットに流れ着いた。
そしてもう一人、ペレス王の娘、カーボネックのエレインは、魔法の薬の幻覚と、家臣らの演技を使って、ランスロットにグィネヴィア王妃と誤認させて、彼と一夜を共にする。このとき身篭った子がガラハドである。
ランスロットの母の名もエレインであり、彼の人生には何人ものエレインが登場することになる。

### アーサー王との決裂
ある日、ランスロットとグィネヴィアは、不義密通の現場を、円卓の騎士でありガウェインの弟であるアグラヴェインと12人の円卓の騎士に踏み込まれてしまう。この時ランスロットはアグラヴェインと12人の騎士たちを殺害してしまった。
王妃グィネヴィアは不義の罪で火刑に処せられるべく、刑場に引き出される。そこをランスロットは急襲し、警護に当たっていた多数の円卓の騎士たちを殺してグィネヴィアを救出する。この際に、ガウェインの弟ガヘリス（とガレス）を殺してしまう。ランスロットを敬愛する二人は、グィネヴィアを救出しにやって来る彼を傷つけないよう、丸腰であった（正確には、グィネヴィアの処刑に反対だったガレスとガヘリスは、アーサー王の命令に仕方なく従ったことを周囲に示すために平時の服装で丸腰のまま王妃の処刑に立ち会った）。三人の弟を失ったガウェインはランスロット討伐を強硬に主張するようになる。
ランスロットとグィネヴィアを追討するために、アーサー王は国中に触れを出すが、人望あるランスロットを助けるべく、円卓の騎士の半ばまでがアーサー王の命に従わなかった。こうしてランスロットとアーサー王を巡って円卓の騎士は二つに割れてしまう。
結局、アーサー王はランスロットとグィネヴィアの篭る城「幸福の護り」を落とすことが出来ず、ランスロットも自らが原因で円卓の騎士が二分してしまったことを後ろめたく思っていた。ランスロットは、アーサー王が一騎討ちを挑んできても、それに応じなかった。また、ある時はランスロット側についた円卓の騎士ボールスがアーサー王を打ち倒した。ボールスは剣を抜いてアーサー王の首を掻こうとしたが、ランスロットはそれを止めて王の命を助けた。
ロチェスター僧正の仲裁でグィネヴィアはアーサー王のもとに返され、一年間の休戦となった。ランスロットとランスロット派の円卓の騎士たちはフランスへと渡る。そこでランスロットはエクター・ド・マリス、ブレモア、ボールス、ライオネル、ラヴェインといった味方する円卓の騎士たちに、自らと同じだけの広さの領地を与えて報いた。

### ガウェインとアーサー王の死
休戦の一年が過ぎると、アーサー王の軍勢は海を渡ってフランスへ攻め込んできた。円卓の騎士同士の戦いに嫌気が差したランスロットは使者を送って和議を申し出る。しかし、三人の弟を殺されたガウェインはこの申し出を受け入れないようアーサー王に迫り、可否を巡ってランスロットはガウェインと一騎討ちを行う。この一騎討ちでガウェインは重傷を負う。
一月が経ってもまだアーサー王とランスロットはフランスで対峙していた。その間にアーサー王の息子モードレッドがブリテンで反乱を起こしてしまう。
ようやく和議を受け入れたガウェインは、先発隊としてブリテンに渡るが、ランスロットとの一騎討ちで受けた傷の上を打たれ、それがもとで死んでしまう。
アーサー王もまた、ガウェインの霊が枕元に立って「ランスロットと合流してから会戦に挑め」と忠告したにもかかわらず、和議に失敗して単独でモードレッドに挑んでしまう。結局、二人は相討ちとなり、アーサー王に従った円卓の騎士の大半も、ここキャムランの丘で討ち死にしてしまう。
円卓の騎士の中でランスロットに従った半数を除けば、生き残ったのはベディヴィアだけであった。
無二の親友であったガウェインや主君のアーサー王、そして多くの円卓の騎士の死に責任を感じたランスロットは出家を決意する。

### 余生
アーサー王の死後、王妃グィネヴィアは出家し、迎えに来たランスロットをも拒絶する。ランスロットもまた出家し、二人は二度と生きて逢うことはなかったという。グィネヴィアの死が伝えられると、ランスロットは自ら食を絶って生を終えた。

## ランスロットに従った円卓の騎士
アーサー王とランスロットとの戦いで、ランスロットについた円卓の騎士としては、エクター・ド・マリス、ライオネル、パロミデス、サフィア、ラヴェイン、ボールス、ブレモア、ブレオベリスなどがいる。彼らのうち何人かは、アーサー王の死後、ランスロットとともに修道院に入った。また、彼らの多くは何らかの形でランスロットに危機を救われた経験を持つ。

## ランスロットが登場する作品
アーサー王に関する書籍の一覧、およびアーサー王に関する作品一覧を参照

## 関連書籍
- 神沢栄三「Chretien de Troyes: Chevalier de la Charretteにおける2重のプロット」『名古屋大学文学部研究論集』58号（1973年）、pp.109-122。